# Käte Schnitzer

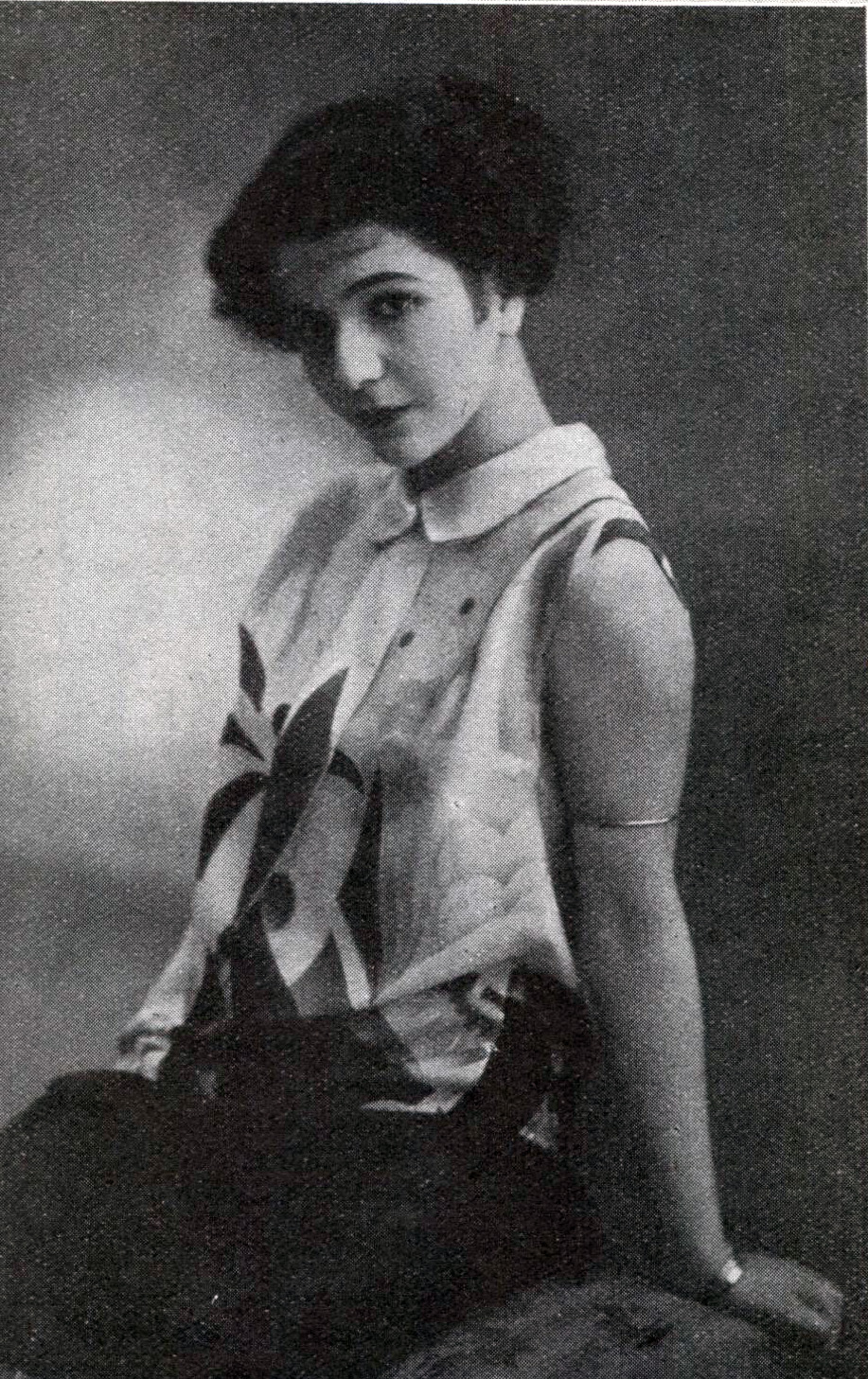
Käte Schnitzer.
Foto Scenen 1928.

Käte Schnitzer, ursprungligen Käte Olga Melanie Tholuck, gift Nordqvist, född 24 oktober 1906 i Charlottenburg, Tyskland, död 16 mars 2003 i Bromma, var en svensk skådespelare.

## Biografi
Schnitzer kom som krigsbarn till Sverige. Hon fick sitt första engagemang på Hippodromen i Malmö, och spelade därefter på Wasa teater i Vasa, Finland. Åren 1932–1934 kom hon även att framträda vid ett antal operetter i Nederländerna.

## Filmografi
- 1920 – Fiskebyn
- 1927 – På kryss med Blixten
- 1939 – Efterlyst
- 1945 – Jagad

## Teater

### Roller (ej komplett)
| År   | Roll              | Produktion                                    | Regi            | Teater             |
| ---- | ----------------- | --------------------------------------------- | --------------- | ------------------ |
| 1937 | Franceska Battini | Här kommer jag Axel Frische och Fleming Lynge | Ragnar Klange   | Folkets hus teater |
| 1938 | Pia Pankelli      | De 2 Thompson Serck Rogers                    | Martha Lundholm | Vasateatern        |
| 1938 | Maria             | Kvällen är min Robert Katscher                | Max Hansen      | Vasateatern        |
| 1941 | Lydia Lydi        | Trötte Teodor Max Neal och Max Ferner         | Olof Molander   | Vasateatern        |